# Этикетка
Этике́тка (от фр. etiquette); также ярлы́к[wikt], реже би́рка[wikt] — графический или текстовый знак, нанесённый в виде наклейки, бирки или талона на товар, экспонат, любой другой продукт производства, с указанием торговой марки производителя, названия, даты производства, срока годности и так далее.

## История
Предками современных этикеток были клейма, которые ставили производители напитков (в основном вин) на амфорах, бутылях и глиняных сосудах, а также различные навесные «носители информации». До нашей эры человечество бумаги не знало, поэтому использовались, например, кусочки кожи или наклеивались крохотные клочки пергамента с пометками.
Появление в Европе бумаги не могло не сказаться на внешнем виде этикетки. Сначала из-за дороговизны это был предмет роскоши, но постепенно бумага завоевала упаковочную сферу, поскольку гораздо лучше подходила для передачи информации: на бумажных этикетках помещалось больше сведений, чем на клейме или кожаном лоскуте. Сейчас этикетка кроме минимальной информации (названия, производителя, места изготовления), содержит рекламные призывы и указания к применению.
Стремительно развивающаяся область этикетирования — виноделие. До 1820 года винные этикетки стали похожи на те, что мы знаем сейчас, но отличались строгим лаконичным стилем. Первоначально они имели простую прямоугольную или овальную форму. Со временем бурная фантазия виноделов превращала их в короны и виноградные лозы. На смену преимущественно шрифтовому оформлению пришли всевозможные орнаменты, виньетки и гербы, ангелы, султаны в чалмах и Венеры, бытовые сцены и живописные пейзажи родины вин. Одно и то же вино могло иметь различную этикетку в зависимости от страны, в которую оно экспортировалось (уже тогда предприниматели учитывали особенности национальной психологии). Никаких официальных правил относительно содержания этикетки не было: обычно указывалось происхождение вина (географическое название), имя создателя и место производства. Постепенно происхождение стало указываться все реже, а с 1834 года виноделы стали указывать год урожая. В конце XIX века появились надписи об особенностях вкуса и типе вина. Указывалась и профессия изготовителя (торговец, частный владелец). В период с 1820 по 1920 годы производство шампанского увеличилось с 2 до 20 миллионов бутылок в год (в 10 раз). Судя по всему, не последнюю роль здесь сыграла этикетка. По сути, несложный кусочек бумаги стал мощным двигателем торговли и средством общения с клиентом.
Первые цветные бумажные этикетки появились ещё в 1880 году и положили начало первого коммерческого направления в искусстве — литографии. Европейский опыт по изготовлению цветных винных этикеток был замечен и скопирован американскими виноделами, так как бутылки с цветными этикетками сразу бросались в глаза и значительно увеличивали объёмы продаж.
В начале 1930-x годов американский предприниматель Р. Стентон Эйвери (R. Stanton Avery) изобрел первую самоклеяющуюся этикетку, которая сегодня является бесспорным лидером в сфере этикеточной продукции. Первые этикетки Р. Стентона изготавливались из специальной бумаги, к которой приклеивалась отделяемая подложка. Особое силиконовое покрытие подложки позволяло отделить её от клеевого слоя без особых усилий. Р. Стентон ввел в процесс производства самоклеящихся этикеток метод вырубной штамповки, конвейерные линии, ротационный штамп, а также использование синтетических материалов, устойчивых к воздействию влаги и температурных колебаний.
Первые правила этикетирования вин появились в начале XX века, затем все они объединились в европейское законодательство о наименовании и оформлении вин. С тех пор этикеткам уделяется большое внимание: над их художественным оформлением работали такие великие художники, как Сальвадор Дали, Марк Шагал, Пабло Пикассо и Энди Уорхолл.
Кроме виноделия, этикетки получили значительную популярность среди торговцев фруктами и овощами. В конце XIX — начале XX века продовольственный рынок вырос настолько, что производителям пришлось в буквальном смысле сражаться за потребителей. В результате появился особый вид литографии, специализирующейся на разработке этикеток исключительно для ящиков и жестяных банок.

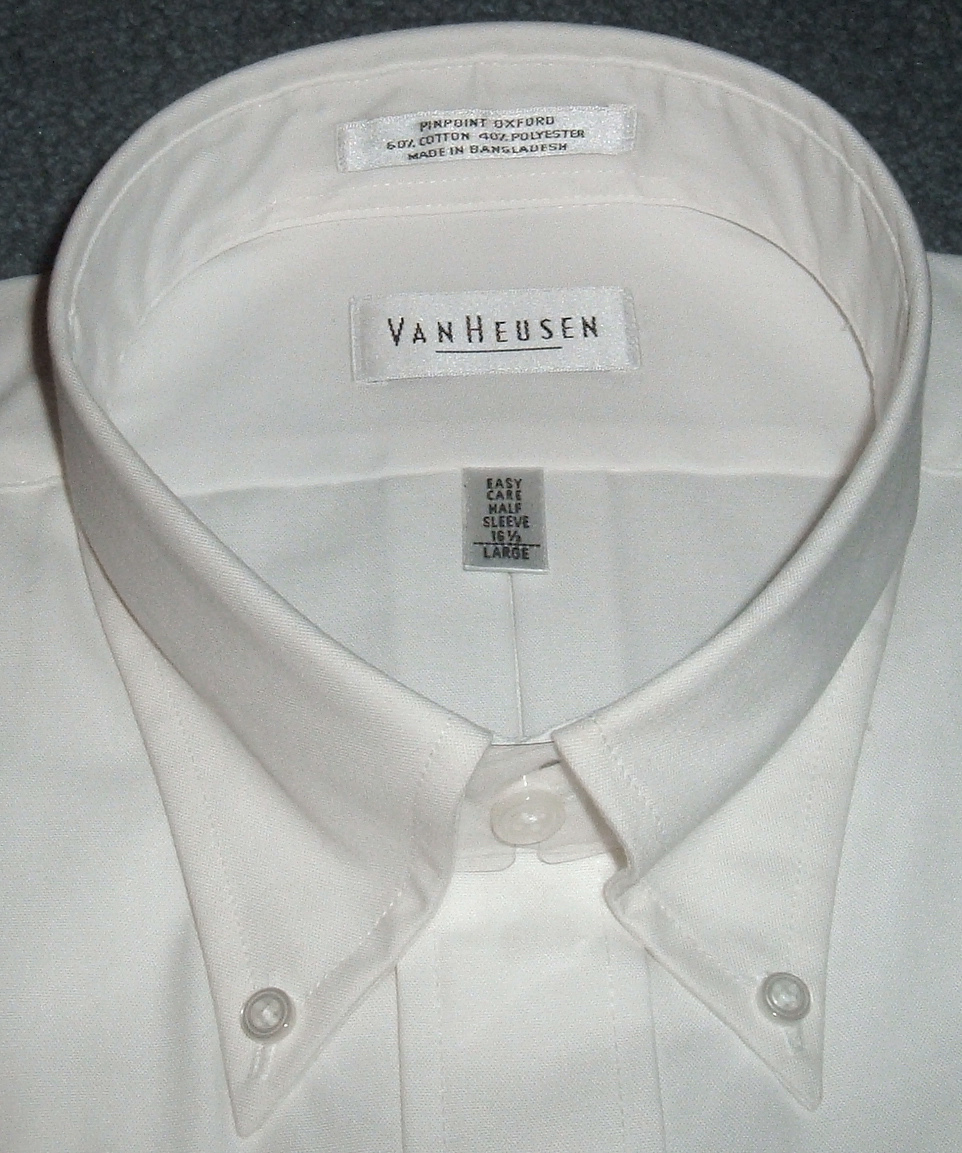
Этикетки на рубашках.
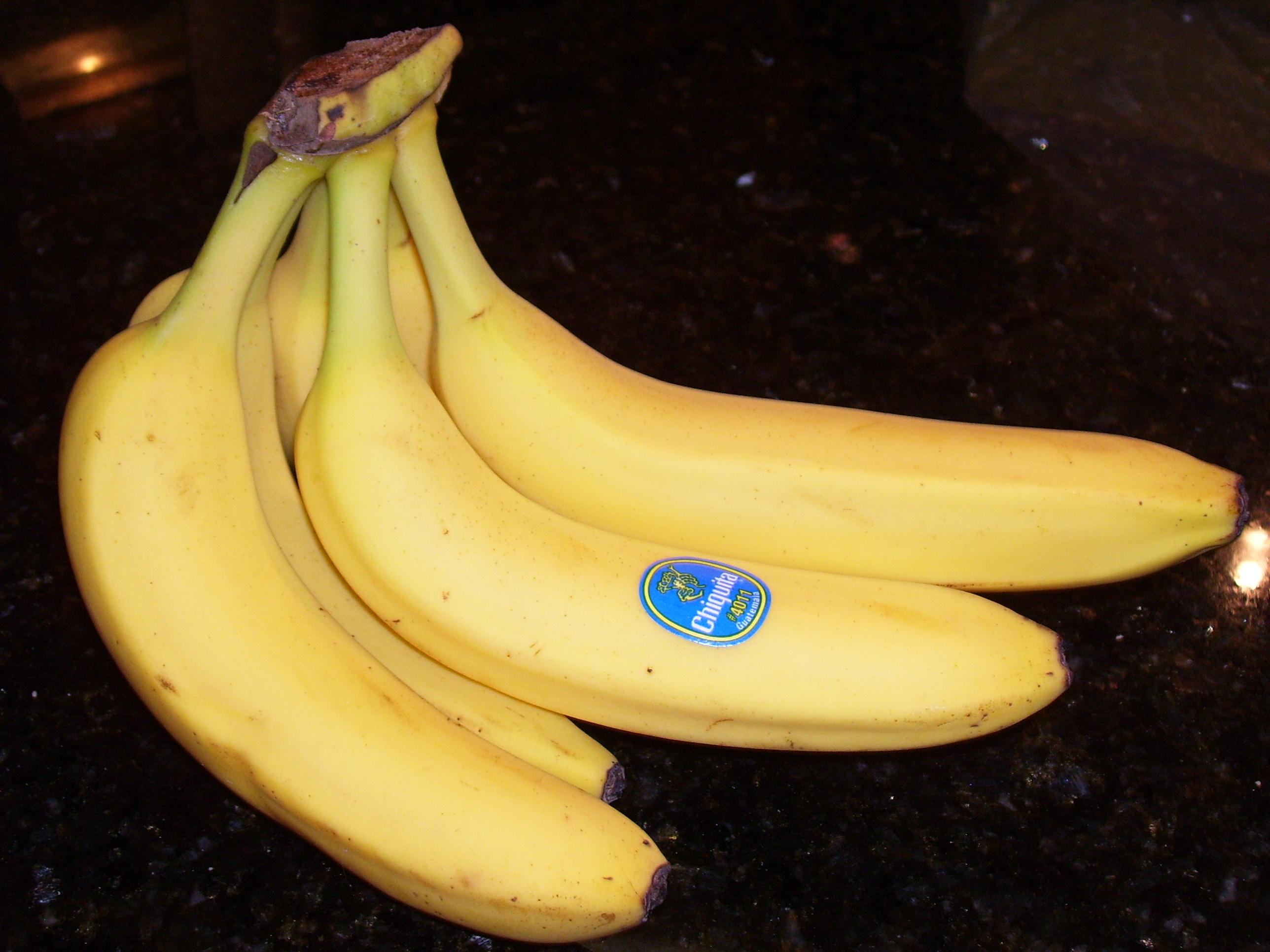
Этикетки в виде наклеек на бананах.
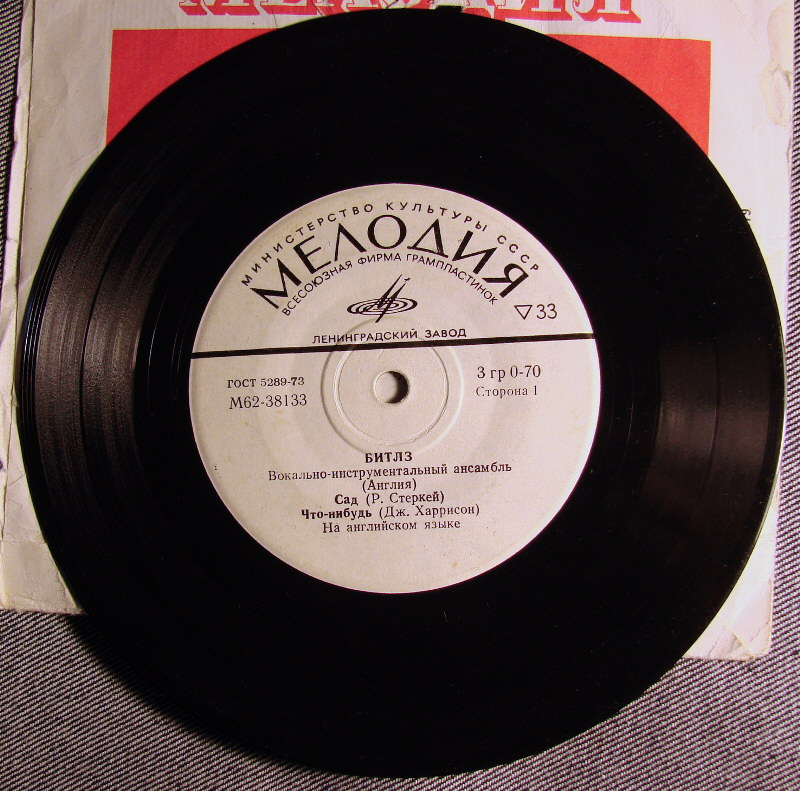
Этикетка фирмы «Мелодия» на пластинке.

## Разновидности этикеток
- Контрэтике́тка —  клеится на бутылках в дополнение к обычной лицевой этикетке,  (часто с оборота); обычно содержит данные о производителе, составе содержимого и другую информацию.
- Кольеретка (фр. collerette «воротничок»; неправильно кольретка) — дополнительная красочная этикетка на горлышке бутылок с высококачественным напитком; содержит дополнительную информацию о напитке[2]. В советский период кольеретки применялись на винах, шампанском, коньяке, а также на массовых напитках, включая лимонад и пиво. В ряде случаев они служили единственным видом оформления бутылки. Конструкция и размеры кольереток регламентировались ГОСТ 16353-70. [3]

## Коллекционирование
Этикетки, применяемые при оформлении определённых товаров, стали предметом коллекционирования. Известны следующие виды этого хобби:
- Бирофилия (в частности — пивные этикетки)
- Филумения (спичечные этикетки)
- Фромология (этикетки от сыра) и др.